# (35057) 1984 SP4
1984 SP4 (asteroide 35057) é um asteroide da cintura principal. Possui uma excentricidade de 0.25053890 e uma inclinação de 5.08950º.
Este asteroide foi descoberto no dia 23 de setembro de 1984 por Henri Debehogne em La Silla.